# 1994–1995-ös magyar női vízilabda-bajnokság
Az 1994–1995-ös magyar női vízilabda-bajnokság a tizenkettedik magyar női vízilabda-bajnokság volt. A bajnokságban hat csapat indult el, a csapatok két kört játszottak. Az alapszakasz után az 1-4. helyezettek play-off rendszerben játszottak a bajnoki címért.
Az ÚVK Eger új neve ÚVMK Eger lett.

## Alapszakasz
| #  | Csapat                       | M  | Gy | D | V  | G+  | G-  | P  |
| -- | ---------------------------- | -- | -- | - | -- | --- | --- | -- |
| 1. | Arisona-Hungerit-Szentesi SC | 10 | 10 | 0 | 0  | 165 | 33  | 20 |
| 2. | Vasas SC-Petroland           | 10 | 8  | 0 | 2  | 118 | 48  | 16 |
| 3. | BVSC-Steffl                  | 10 | 6  | 0 | 4  | 102 | 67  | 12 |
| 4. | Dunaújvárosi VSE             | 10 | 4  | 0 | 6  | 67  | 96  | 8  |
| 5. | ÚVMK Eger                    | 10 | 2  | 0 | 8  | 67  | 103 | 4  |
| 6. | OSC                          | 10 | 0  | 0 | 10 | 22  | 195 | 0  |

* M: Mérkőzés Gy: Győzelem D: Döntetlen V: Vereség G+: Dobott gól G-: Kapott gól P: Pont

## Rájátszás
Elődöntő: Arisona-Hungerit-Szentesi SC–Dunaújvárosi VSE 16–2, 7–1 és Vasas SC-Petroland–BVSC-Steffl 7–5, 7–6
Döntő: Arisona-Hungerit-Szentesi SC–Vasas SC-Petroland 20–8, 10–4
A bajnok Szentes játékoskerete: Debreczeni Beáta, Erdőháti N. Anett, Huff Zsuzsanna, Justin Viktória, Kádár Noémi, Pengő Ágnes, Rónaszéki Ildikó, Sipos Anett, Sipos Edit, Stieber Mercédesz, Szremkó Krisztina, Tóth Gabriella, Tóth Noémi, Verbó Aliz, Vincze Edit, vezetőedző: Tóth Gyula